# Демьяненко, Валентин Юрьевич
Валенти́н Ю́рьевич Демья́ненко (укр. Валенти́н Ю́рійович Дем'я́ненко, азерб. Valentin Yuryeviç Demyanenko, род. 23 октября 1983, Черкассы) — азербайджанский, ранее украинский гребец-каноист, в период 2005—2007 выступал за сборную Украины, начиная с 2007 года представляет Азербайджан. Четырёхкратный чемпион мира, четырежды чемпион Европы, участник летних Олимпийских игр в Лондоне, многократный победитель национальных первенств и различных этапов Кубка мира.

## Биография
Валентин Демьяненко родился 23 октября 1983 года в городе Черкассы. Активно заниматься греблей начал в раннем детстве на местной гребной базе, проходил подготовку под руководством тренера Анатолия Дудника. В возрасте восемнадцати лет добился звания чемпиона Украины, выполнил тем самым норматив мастера спорта и попал в молодёжную сборную страны. Первого серьёзного успеха на международном уровне добился в 2004 году, когда одержал уверенную победу на молодёжном чемпионате Европы в польской Познани — на полукилометровой дистанции показал время 1:50, что сопоставимо с результатами финалистов Олимпийских игр в Афинах. «Удачно стартовал и когда доплыл почти до финишной черты, обернулся на миг и увидел, что все спортсмены остались позади. В тот момент я очередной раз себе доказал, что действительно чего-то могу добиться в этой жизни».
Год спустя прошёл отбор в основной состав национальной сборной Украины, дебютировал на Кубке мира, впервые выступил на взрослых первенствах мира и Европы. На чемпионате Европы в Познани был близок к победе на дистанции 200 метров, но буквально одну сотую проиграл титулованному россиянину Максиму Опалеву. На чемпионате мира в хорватском Загребе взял у Опалева реванш, добился звания лучшего каноиста-спринтера на планете.
В 2005 году одержал победу на молодёжном чемпионате Европы в Греции, на мировом первенстве в венгерском Сегеде пытался защитить чемпионское звание, тем не менее, вынужден был довольствоваться серебром, уступив первое место представителю России Николаю Липкину. Поскольку дистанция 200 метров в то время не была представлена в олимпийской программе, в преддверии приближающейся Олимпиады в Пекине Демьяненко решил сконцентрироваться на 500 метров, однако здесь за место в основном составе ему пришлось конкурировать с талантливым одесситом Юрием Чебаном, будущим олимпийским чемпионом.
По окончании сезона 2007 года Валентин Демьяненко принял азербайджанское гражданство и стал выступать за сборную Азербайджана. Переход оказался слишком поздним, и пройти квалификацию в Пекин он не успел, ограничившись участием в этапах Кубка мира — в общем индивидуальном зачёте каноистов расположился на шестой строке. В 2009 году вернул себе звание чемпиона мира на двухсотметровой дистанции, победив на соревнованиях в канадском Дартмуте. Кроме того, в той же дисциплине был первым на первенстве Европы в немецком Бранденбурге.
Сезон 2011 года получился одним из самых успешных в карьере Демьяненко, он добавил в послужной список две золотые медали с чемпионата Европы в Белграде, не оставив соперникам шансов на дистанциях 200 и 500 метров, а также выиграл две медали на первенстве мира в Сегеде: золото на 200 метров и серебро в эстафете. При этом в общем зачёте каноистов Кубка мира разместился на четвёртой позиции. В 2012 году выиграл золотую медаль на чемпионате Европы в Загребе, одолел всех соперников на своей коронной дистанции 200 метров. Поскольку двухсотметровка была включена в олимпийскую программу, спортсмен получил возможность защищать честь страны на летних Олимпийских играх в Лондоне. Рассматривался как фаворит соревнований, однако незадолго до старта первого заплыва получил серьёзную травму и финишировал последним, не дойдя даже до полуфинала. «Я просто обязан был выйти на старт и проехать эту дистанцию. Отдал дистанции всё, что мог, но дикая боль не давала мне даже сделать нормального гребка».
После лондонской Олимпиады Демьяненко долго восстанавливался, затем вернулся в основной состав азербайджанской национальной команды и продолжил ездить на крупнейшие международные турниры. Так, в 2013 году триумфально съездил на мировое первенство в Дуйсбург, добыв там уже четвёртое золото на дистанции 200 метров. На чемпионате Европы в португальском городе Монтемор-у-Велью, при всём при том, пришёл к финишу вторым, отпустив вперёд литовца Евгения Шуклина.
На Олимпиаде 2016 завоевал серебряную медаль. 1 сентября указом президента Азербайджана был награждён орденом «За службу Отечеству III степени».